# Shopland
Shopland är en ort i civil parish Sutton, i distriktet Rochford i grevskapet Essex i England. Orten är belägen 4 km från Southend-on-Sea. Parish hade 81 invånare år 1931. År 1933 blev den en del av Sutton och Southend on Sea. Byn nämndes i Domedagsboken (Domesday Book) år 1086, och kallades då Scopelanda.